# 藤井道人
藤井道人（日语：／ Fujii Michihito，1986年8月14日—），是日本電影電視劇導演、編劇；所屬公司為BABEL LABEL、平田事務所；出生於東京都澀谷區；畢業於日本大學藝術學部電影學科劇本組。
最擅長的一句中文是「我喜歡拍電影」。

## 經歷
祖父為台灣人，祖母為日本人，為四分之一台日混血。出生於東京都澀谷區，姐姐為繪本作家、畫家吉田瑠美（よしだるみ）。
在4歲之前全家居住在美國紐約，而後才回到日本居住。3歲開始學習劍道，小學5年級時參加比賽獲得優勝，並且持續學習劍道直到18歲，於高中時期也參加過關東錦標賽。
報考大學時，得知日本大學藝術學部電影學科只需要考英文與國語，又剛好是自己比較擅長的科目，故決定從劍道專業轉換跑道報考日本大學藝術學部電影學科，而後順利錄取。
大學期間，藤井便開始到片場幫忙，累積自身的實務經驗，並且擔任導演入江悠、鈴木章浩作品的副導演，於編劇方面，同時師承編劇青木研次。藤井從19歲開始，就以導演的身分開始製作廣告與MV。
大學畢業後，作為一名自由工作者，藤井開始策劃、編劇及導演原創作品及獨立電影。
2010年，藤井與大學同窗電影編劇志真健太郎共同創立製片公司「BABEL LABEL」。
在大學時期認識的製片人奥山和由的建議之下，藤井參與伊坂幸太郎小說《オー!ファーザー》的劇本改編。幾年後，藤井被邀請為這部作品執導，這也是藤井道人首次以商業電影導演身分執導的作品，該電影於2014年上映。
而藤井不只是撰寫劇本及執導電影，也陸續為多位歌手擔任MV導演及擔任多部廣告的導演。
2011年至2016之間，藤井執導了9部短篇電影作品、7部長篇電影作品，共15部電影作品。
2016年，除了電影作品之外，藤井也開始執導電視劇作品。至2024年為止，藤井執導了包含《雲の糸》、《她們的百萬元》...等作品在內，共17部電視劇作品。
2017年至2018年間，藤井執導了3部電影作品、6部電視劇作品，共9部作品。
2019年，執導並且改編東京新聞記者望月衣塑子同名作品電影《新聞記者 (電影)》上映，該部電影獲得好評，於日本票房突破6億日圓，大受歡迎，更榮獲第43屆日本電影學院獎最佳影片、最佳男、女主角獎共3項大獎。2021年Netflix宣布將該部電影翻拍成同名電視劇，由米倉涼子主演，同樣由藤井道人執導。同年，藤井執導並與編劇小寺和久、山田孝之協力完成劇本的另一部作品《デイアンドナイト》上映。另外，也有4部參與執導的電視劇首播。
2020年，執導並改編作家野中友莊的同名作品《宇宙でいちばんあかるい屋根》上映。同年，藤井與動畫導演荒牧伸志、神山健治合作執導動畫作品《攻殻機動隊 SAC_2045 持続可能戦争》，該作品也是藤井首次執導動畫作品。
2021年，藤井執導並且撰寫原創劇本的電影《家族極道物語》上映，該部作品為台北金馬影展放映作品之一。同年，另有執導的3部電視劇作品首播。
2022年，執導並且改編作家小坂流加以自身經歷撰寫的同名作品電影《餘命十年》上映，該部作品為台北金馬影展放映作品之一。於日本票房突破30億日圓，台灣票房突破1800萬台幣，票房及口碑都廣受好評。同年，以藤井2019年執導的電影作品《新聞記者 (電影)》改編為電視劇，由米倉涼子主演，於Netflix首播，另有一部執導電視劇作品《封刃師》首播。
2023年，獲得第17屆日本藝術大學傑出校友之日藝賞，執導電影作品《ヴィレッジ》、《最後まで行く》上映，電視劇作品《インフォーマ》首播，並且與動畫電影作品《攻殻機動隊》團隊再次合作，執導2020年《攻殻機動隊 SAC_2045 持続可能戦争》續作《攻殻機動隊 SAC_2045 最後の人間》。
2024年，藤井執導並且編劇的原創電影《那夜，我們行向彼方(The Parades)》於netflix上映，該電影於上映第一周就榮登日本netflix排行榜第1名、台灣netflix排行榜前10名，為台灣netflix排行榜中唯一一部日本作品。
另一方面，藤井首次與台灣團隊合作，執導並且與編劇林田浩川共同改編台灣網路遊記《青春·18 x 2 日本慢車流浪記》的電影作品《青春18×2 通往有你的旅程》上映，該部作品於台灣上映四天票房便突破2800萬台幣，全台觀影人數突破10萬人。
同年11月29日，執導並且改編作家染井為人撰寫的作品電影《正体(嫌疑者的真相)》於日本上映，該部作品為台北金馬影展放映作品之一。
2025年11月14日，藤井執導並擔任編劇的作品電影《港のひかり》於日本上映。

## 作品

### 短篇電影作品
| 上映年 | 電影名                         |
| 2011   | 埃                             |
| 2012   | A LITTLE WORLD                 |
| 2013   | カナタ、遠く                   |
| 2013   | Return of the bad girl         |
| 2013   | ある戦士たちの放課後           |
| 2013   | アキラとポピーの七日間         |
| 2014   | 東京                           |
| 2014   | 寄り添う                       |
| 2014   | 全員、片想い                   |
| 2021   | 名もなき一篇・アンナ           |
| 2021   | 名もなき一篇・東京モラトリアム |

### 長篇電影作品
| 上映年 | 電影名                                         |
| 2011   | SLOW LAND                                      |
| 2012   | けむりの街の、より善き未来は                   |
| 2013   | SHAKE HANDS                                    |
| 2014   | オー!ファーザー                                |
| 2014   | 幻肢                                           |
| 2015   | TOKYO CITY GIRL                                |
| 2015   | 7s                                             |
| 2017   | 光と血                                         |
| 2018   | 悪魔                                           |
| 2018   | 青の帰り道(青色物語)                           |
| 2019   | デイアンドナイト(那個做對事的人自殺了)         |
| 2019   | 新聞記者 (電影)                                |
| 2020   | 宇宙でいちばんあかるい屋根(宇宙中最明亮的屋頂) |
| 2021   | 家族極道物語                                   |
| 2022   | 餘命10年                                       |
| 2023   | ヴィレッジ(夜霧村莊)                           |
| 2023   | 最後まで行く(走到盡頭)                         |
| 2024   | パレード(THE PARADES/那夜，我們行向彼方)       |
| 2024   | 青春18×2 通往有你的旅程                        |
| 2024   | 正体(嫌疑者的真相)                             |
| 2025   | 港のひかり                                     |

### 電視劇作品
| 首播年 | 電視劇名                                                             |
| 2016   | 雲の糸                                                               |
| 2017   | 野武士のグルメ                                                       |
| 2017   | 100万円の女たち(她們的百萬元)                                        |
| 2017   | 新宿セブン(新宿SEVEN)                                                |
| 2018   | 日本をゆっくり走ってみたよ～あの娘のために日本一周～                 |
| 2018   | 恋のはじまりは放課後のチャイムから                                   |
| 2018   | 会社は学校じゃねぇんだよ(公司可不是學校)                             |
| 2019   | 日本ボロ宿紀行(日本破舊民宿記行)                                     |
| 2019   | 今日、帰ります(I Will Return Today)                                  |
| 2019   | パラレルスクールDAYS                                                 |
| 2019   | 向かいのバズる家族(對面的爆紅家族)                                   |
| 2021   | 箱庭のレミング (箱庭的旅鼠)                                          |
| 2021   | アバランチ(AVALANCHE)                                                |
| 2021   | 会社は学校じゃねぇんだよ 新世代逆襲編 (公司可不是學校：新世代逆襲編) |
| 2022   | 新聞記者 (電視劇)                                                    |
| 2022   | 封刃師                                                               |
| 2023   | INFORMA (小說)                                                       |
| 2025   | 武士生死鬥                                                           |

### 動畫作品
| 首播年 | 動畫名                           |
| 2021   | 攻殻機動隊 SAC_2045 持続可能戦争 |
| 2023   | 攻殻機動隊 SAC_2045 最後の人間   |

### MV
| 歌手              | 歌名                         |
| RADWIMPS          | うるうびと(Ms.Phenomenal)    |
| UKASUKA-G         | Celebration                  |
| 陽光直人          | 未来へ                       |
| 遙與美幸          | 世界                         |
| SAY               | いとしいひと                 |
| ONE BUCK TUNER    | TOKYO COLORS                 |
| ONE BUCK TUNER    | HOW LONG MILES               |
| ONE BUCK TUNER    | HOW LONG MILES               |
| Northern19        | RELIC                        |
| SHIT HAPPENNIG    | Sign                         |
| SHIT HAPPENNIG    | 彗星                         |
| SHIT HAPPENNIG    | Collins                      |
| TNX               | PLAY IT LOUD AND FAST        |
| HUSH              | 怎麼開始的                   |
| amazarashi        | 未来になれなかったあの夜に   |
| amazarashi        | スワイプ                     |
| 清原果耶          | 今とあの頃の僕ら             |
| 宇野實彩子        | 最低な君にさっきフラれました |
| millennium parade | FAMILIA                      |
| HIDEKiSM          | Party Up                     |

### 廣告
- AMERICAN EXPRESS 「GOLDEN MOMENT」
- SoftBank web CM 「Modern Samurai Isao Machii Cuts Many Objects with ”Iaido” Sword Strokes 」
- 保育ひろば「SUNRISE」
- ポケットモンスター サン・ムーン「ジブンを超えよう」篇
- ワコールブロス「忙しいパパへ」篇
- ワイモバイル 「恋のはじまりは放課後のチャイムから」
- MINE×NIVEA「本谷有希子の答とは」
- 資生堂レシピスト「一緒にスキンケア」篇

## 外部連結
- 藤井道人的Instagram帳戶
- 藤井道人的Threads （页面存档备份，存于）
- 藤井道人 日本官方網站 （页面存档备份，存于）